# فهرست وابسته‌های دیپلماتیک جمهوری دموکراتیک کنگو

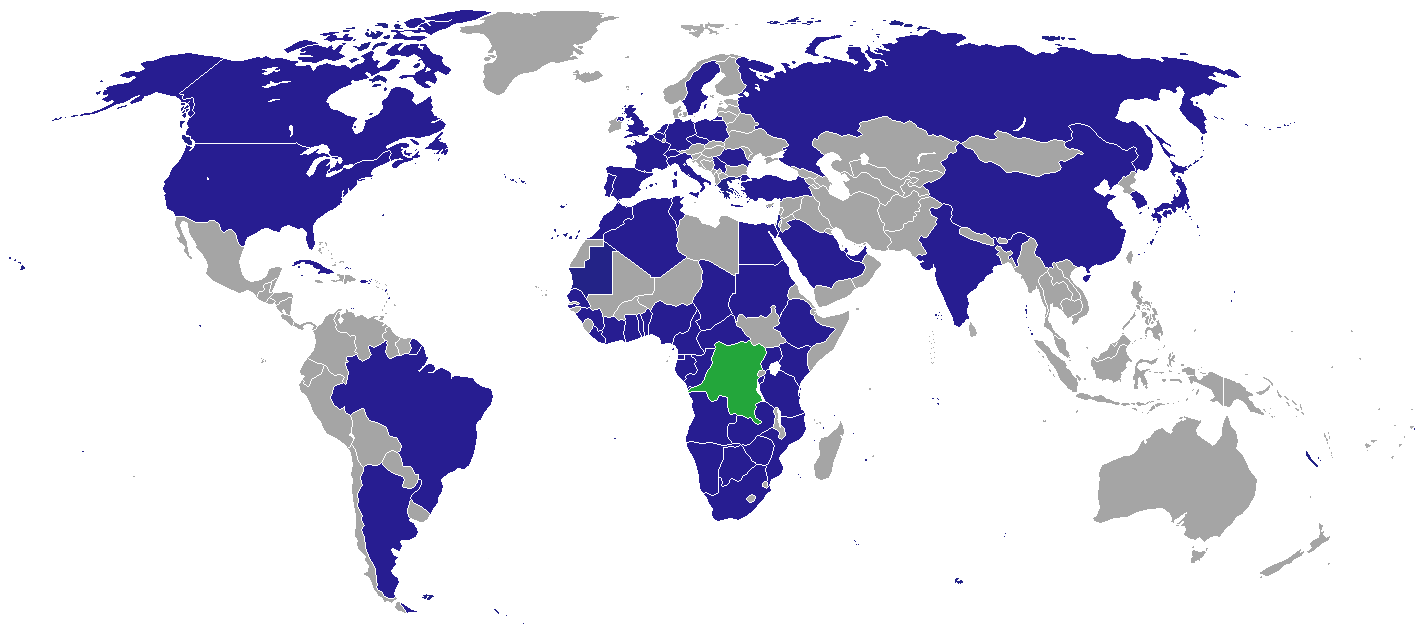
نقشهٔ ماموریت‌های دیپلماتیک جمهوری دموکراتیک کنگو

فهرست سفارت‌های جمهوری دموکراتیک کنگو، فهرستی از مرکز سفارتخانه و کنسولگری کشور
جمهوری دموکراتیک کنگو در سراسر جهان است.

## آفریقا

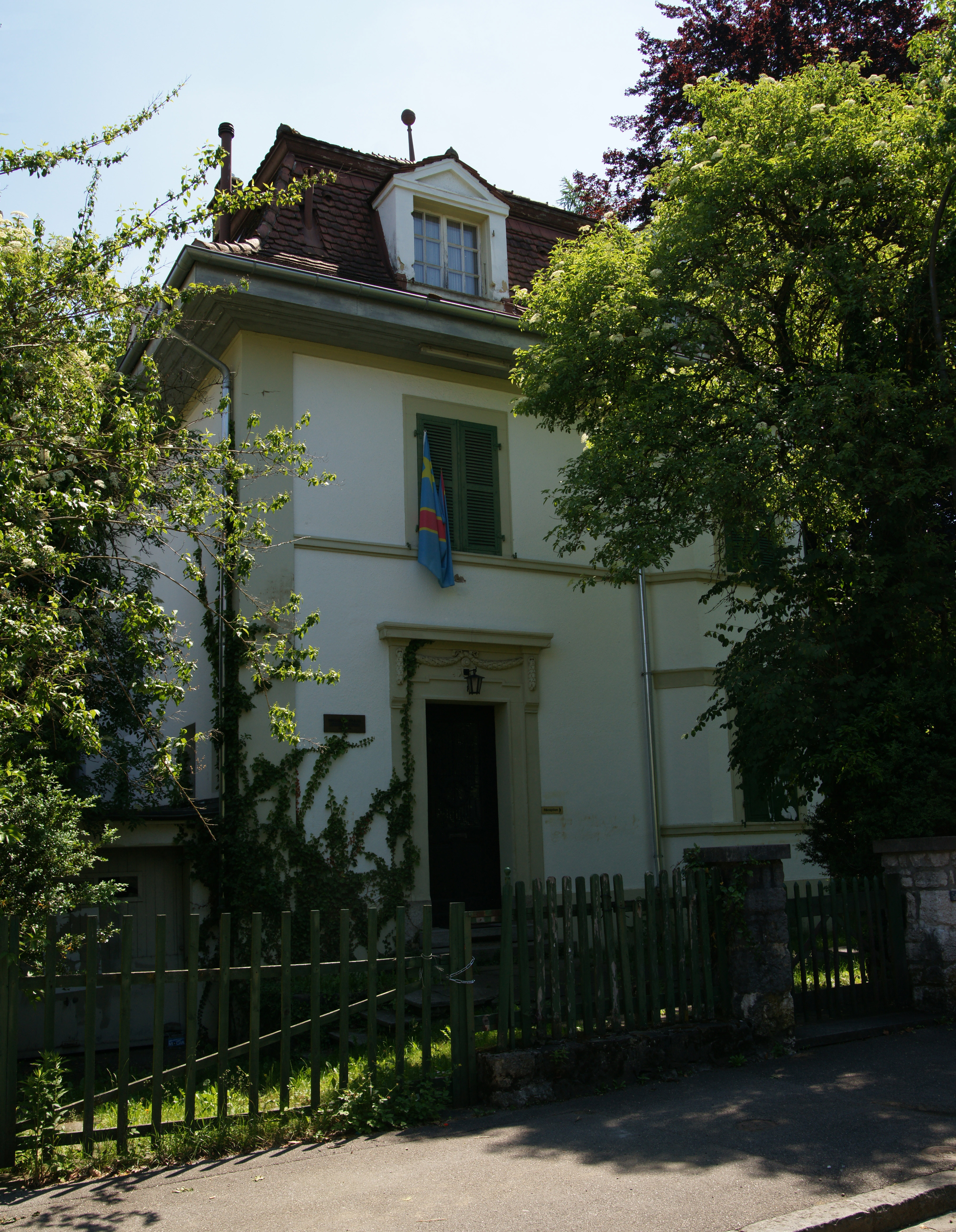
سفارت جمهوری دمکراتیک کنگو در برن

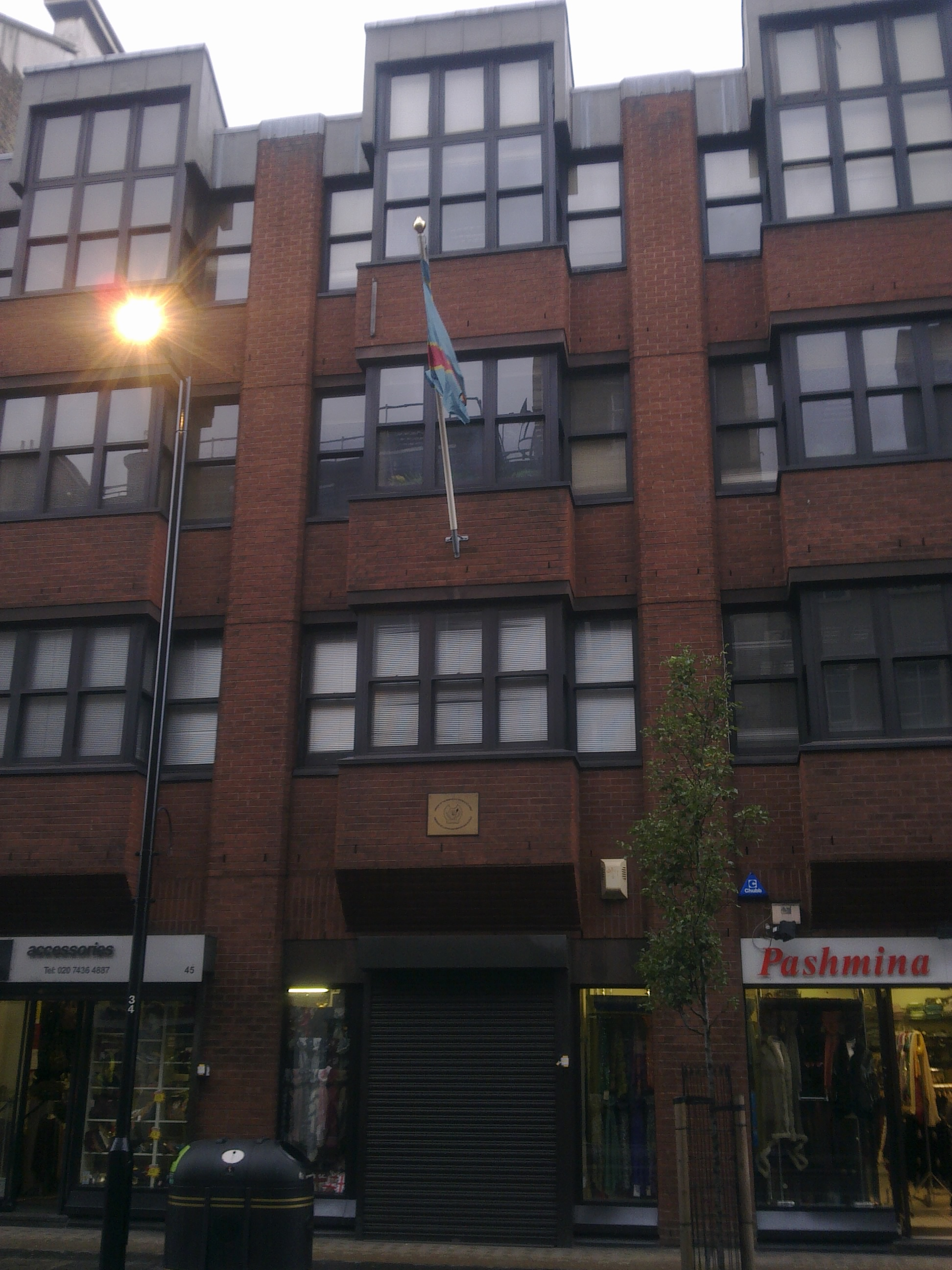
سفارت جمهوری دمکراتیک کنگو در لندن

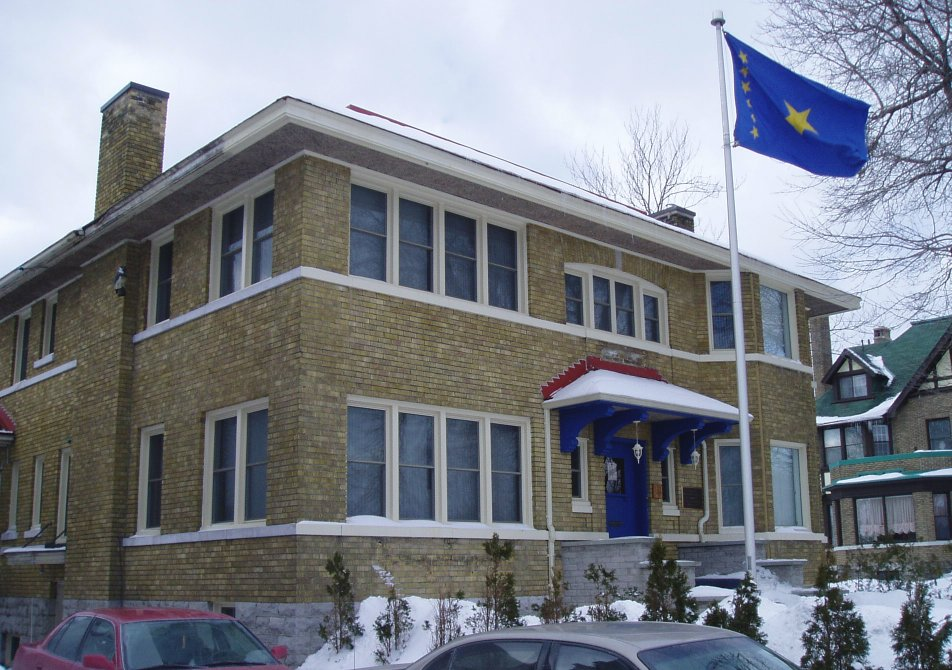
سفارت جمهوری دموکراتیک کنگو در اتاوا

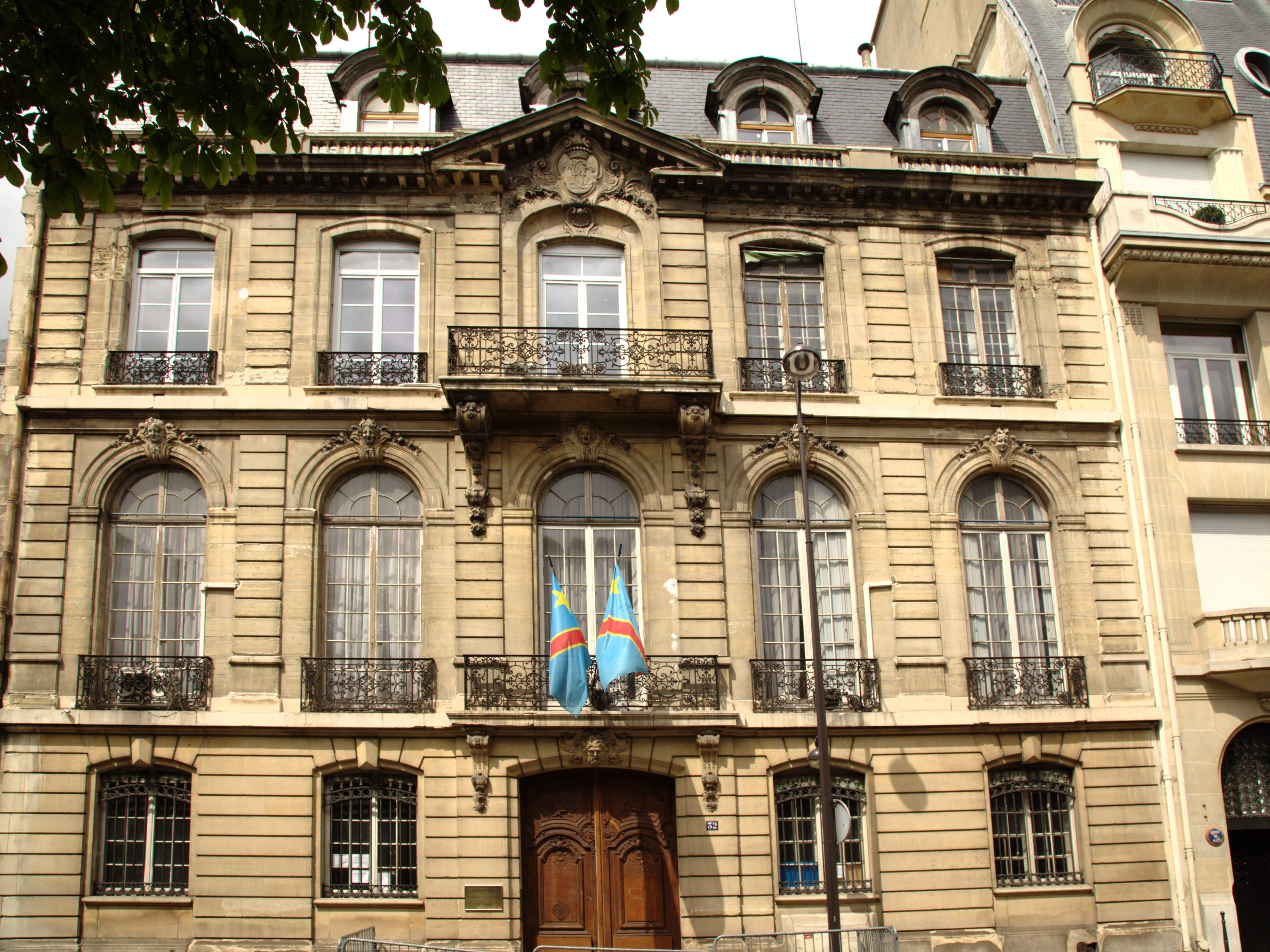
سفارت جمهوری دمکراتیک کنگو در پاریس

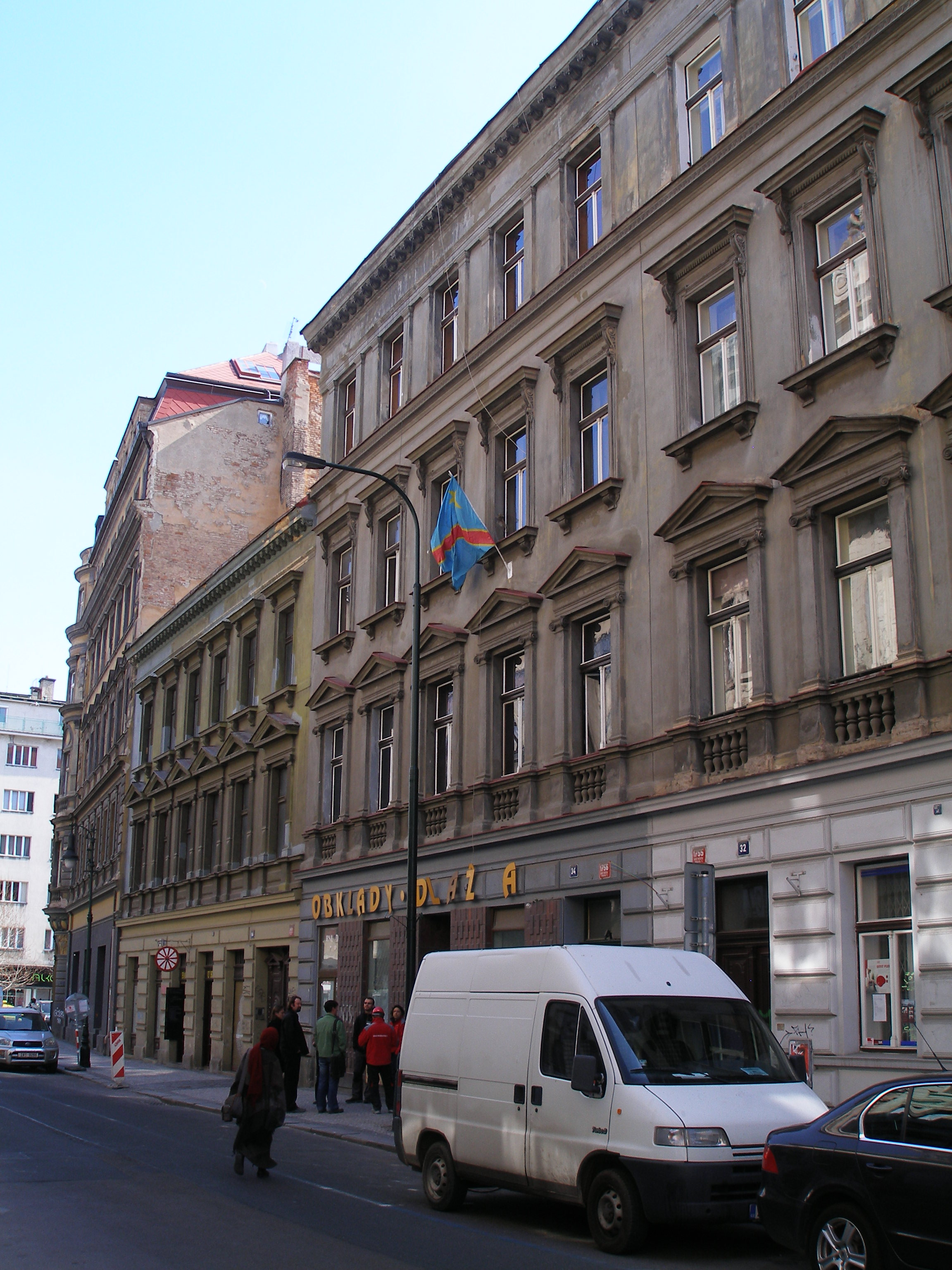
سفارت جمهوری دمکراتیک کنگو در پراگ

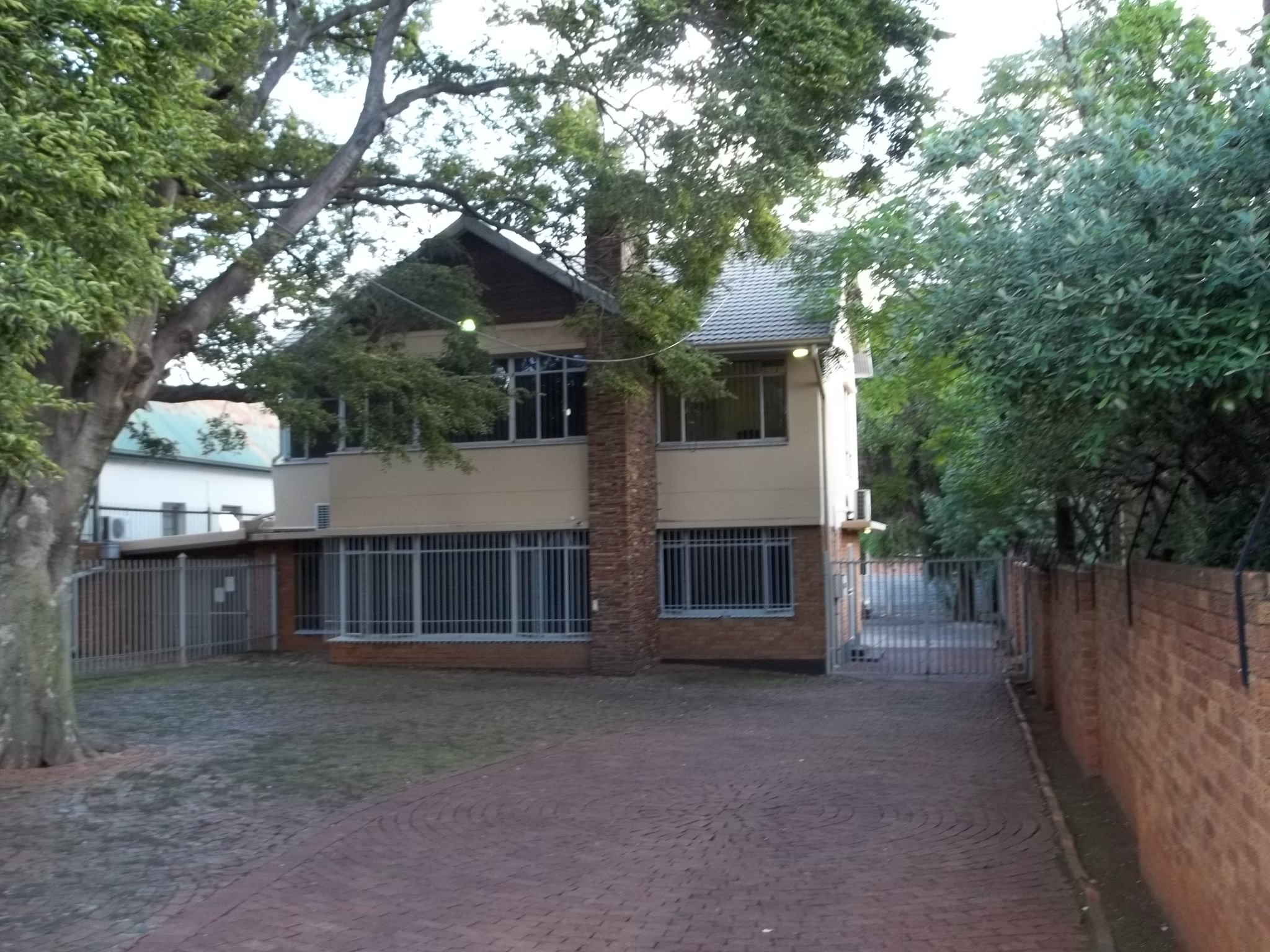
سفارت جمهوری دموکراتیک کنگو در پرتوریا

- الجزایر
  - الجزیره (سفارت)
- آنگولا
  - لواندا (سفارت)
- بنین
  - کوتونو (سفارت)
- بوروندی
  - بوجومبورا (سفارت)
- کامرون
  - یائونده (سفارت)
- جمهوری آفریقای مرکزی
  - بانگی (سفارت)
- چاد
  - انجامنا (سفارت)
  - موندو (کنسولگری)
- جمهوری کنگو
  - برازاویل (سفارت)
- ساحل عاج
  - ابیجان (سفارت)
- مصر
  - قاهره (سفارت)
- اتیوپی
  - آدیس آبابا (سفارت)
- گابن
  - لیبرویل (سفارت)
- گینه
  - کوناکری (سفارت)
- کنیا
  - نایروبی (سفارت)
- مراکش
  - رباط (سفارت)
- موزامبیک
  - ماپوتو (سفارت)
- نامیبیا
  - ویندهوک (سفارت)
- نیجریه
  - لائوس (سفارت)
- رواندا
  - کیگالی (سفارت)
- سنگال
  - داکار (سفارت)
- آفریقای جنوبی
  - پرتوریا (سفارت)
- سودان
  - خارطوم (سفارت)
- تانزانیا
  - دارالسلام (سفارت)
  - کیگوما (سرکنسولگری)
- توگو
  - لومه (سفارت)
- اوگاندا
  - کامپالا (سفارت)
- زامبیا
  - لوساکا (سفارت)
- زیمبابوه
  - هراره (سفارت)

## آمریکا
- آرژانتین
  - بوئنوس آیرس (سفارت)
- برزیل
  - برازیلیا (سفارت)
- کانادا
  - اتاوا (سفارت)
- کوبا
  - هاوانا (سفارت)
- ایالات متحده آمریکا
  - واشنگتن (سفارت)

## آسیا
- چین
  - پکن (سفارت)
- هند
  - دهلی نو (سفارت)
- اسرائیل
  - تل آویو (سفارت)
- ژاپن
  - توکیو (سفارت)
- کره جنوبی
  - سئول (سفارت)
- ترکیه
  - آنکارا (سفارت)

## اروپا
- بلژیک
  - بروکسل (سفارت)
  - آنتورپ (سرکنسولگری)
- جمهوری چک
  - پراگ (سفارت)
- فرانسه
  - پاریس (سفارت)
- آلمان
  - برلین (سفارت)
- یونان
  - آتن (سفارت)
- سریر مقدس
  - واتیکان (سفارت)
- ایتالیا
  - رم (سفارت)
- هلند
  - لاهه (سفارت)
- لهستان
  - ورشو (سفارت)
- پرتغال
  - لیسبون (سفارت)
- رومانی
  - بخارست (سفارت)
- روسیه
  - مسکو (سفارت)
- صربستان
  - بلگراد (سفارت)
- اسپانیا
  - مادرید (سفارت)
- سوئد
  - استکهلم (سفارت)
- سوئیس
  - برن (سفارت)
- بریتانیا
  - لندن (سفارت)

## سازمان‌های چندجانبه
- سازمان ملل متحد
  - نیویورک (هیئت به سازمان ملل متحد)
  - ژنو (هیئت به سازمان ملل متحد)